# Anagram

Anagram: bandzior ↔ zbrodnia

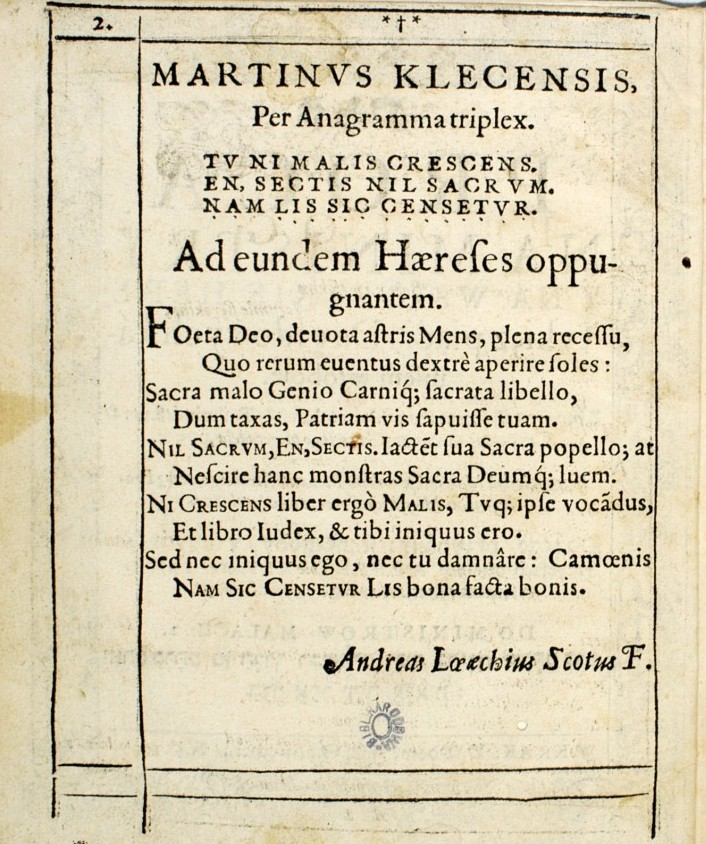
Przykładowy zapis anagramu łacińskiego Andrzeja Lechowicza dedykowany Marcinowi z Kłecka (1607 r.)

Anagram – nazwa wywodząca się od słów greckich: ana- (nad) oraz grámma (litera), oznacza wyraz, wyrażenie lub całe zdanie powstałe przez przestawienie liter bądź sylab innego wyrazu lub zdania, wykorzystujące wszystkie litery (głoski bądź sylaby) materiału wyjściowego. W czasopismach szaradziarskich pojawiają się zadania polegające na odgadnięciu wykreskowanego anagramu na podstawie wierszowanego komentarza, a także anagramy rysunkowe polegające na ułożeniu hasła z wszystkich liter właściwego określenia rysunku. Formami spokrewnionymi z anagramem są stenoanagram, egzoanagram i endoanagram.
Najprostszy anagram to poukładanie liter w odwrotnej kolejności, np. kebab ↔ babek, keson ↔ nosek, arak ↔ kara, bark ↔ krab, bard ↔ drab, mors ↔ srom. Przykładem jednego z prostych przestawień jest zamiana sylab w wyrazie ranty, dająca anagram: tyran. Przestawiając pojedyncze litery możemy otrzymać np. anagram narty.
W 1998 Barbara i Adam Podgórscy w swoim Vademecum szaradzisty (Wydawnictwo Kurpisz) jako rekordowy podało anagram złożony z 16 elementów: krasa, Arska, raska, sarka, askar, kasar, Raksa, sakra, Arkas, Araks, Karsa, rakas, Karas, Sakar, Skara, Askra. Nie należy go jednak traktować jako niezmiennik, ponieważ przybywa zarówno słów, jak i metod wyszukiwania. Już choćby w podanym „rekordzie” brakuje „Ksara” oraz „sraka”.
Szczególnym rodzajem anagramu jest ananim.

## Słynne anagramy
- pytanie Piłata Quid est veritas? (Co to jest prawda?)[1] i rzekoma[2] odpowiedź Jezusa Vir est qui adest (Człowiek, który stoi przed tobą)
- François Rabelais ogłosił Gargantuę i Pantagruela jako ↔ Alcofribas Nasier
- Michał Sędziwój podpisywał swe dzieła DIVI LESCHI GENUS AMO (Kocham ród boskiego Lecha) i ANGELUS DOCE MIHI JUS (Aniele ucz mnie prawa), co było przestawieniem liter jego łacińskiego nazwiska Michael Sendivogius
- Salvador Dalí ↔ Avida Dollars (pazerny na dolary); przezwisko nadane przez André Bretona będącemu u szczytu popularności malarzowi
- postać z filmu Samotni strzelcy, włamywaczka Yves Adele Harlow to anagram nazwiska ↔ Lee Harvey Oswald
- Julian Tuwim ↔ Lutni, ujaw mi!
- Gregory House ↔ ang. Huge ego, sorry
- Caster Semenya ↔ ang. A secret man? Yes
- Jim Morrison ↔ Mr Mojo Risin
- (Christopher) Hamill ↔ Limahl
- Tom Marvolo Riddle ↔ I am Lord Voldemort
- Hrabia Olaf (ang. Count Olaf) z Serii niefortunnych zdarzeń ↔ Al Funcoot
- fikcyjne nazwiska, będące w rzeczywistości anagramami nazwiska Vladimira Nabokova, pojawiające się w jego książkach, takie jak: Vivian Darkbloom, Vivian Bloodmark, Blavdak Vinomori czy Dorian Vivalcomb
- Reincken ↔ ein Kern

## Anagramy odkryć naukowych
Odkrywcy czasem za pomocą tej metody szyfrowywali swoje wynalazki, w obawie przed konkurencją.
W 1610 Galileusz odkrycie pierścieni Saturna opisał jako
SMAISMRMILMEPOETALEVMIBUNENUGTTAVIRAS.
Jak sam później wyjaśnił, znaczyło to Altissimum planetam tergeminum observavi (Najwyższą planetę obserwowałem jako potrójną).
Odkrycie faz Wenus Galileusz opisał „Haec immatura a me iam frustra leguntur -oy” (łac.: „Te niedojrzałe rzeczy są już na próżno przeze mnie czytane -oy”), co znaczyło „Cynthiae figuras aemulatur Mater Amorum” – „Matka Miłości (Wenus) naśladuje figury Cyntii (Księżyca)”.
W 1655 Huygens odkrył księżyc Saturna nazwany później Tytanem. W roku 1656 donosząc o tym odkryciu w ulotce De Saturni luna observatio nova (Nowa obserwacja księżyca Saturna), umieścił tam również anagram, skrywający wyjaśnienie niezwykłego, zmiennego wyglądu szóstej planety:
aaaaaaacccccdeeeeeghiiiiiiillllmmnnnnnnnnnooooppqrrstttttuuuuu.
W lipcu 1659 roku w traktacie Systema Saturnium (System Saturna) przedstawił swój model w pełnym kształcie, rozszyfrowując również anagram sprzed trzech lat: Annulo cingitur, tenui, plano, nusquam cohaerente, ad eclipticam inclinato co można przetłumaczyć: Jest on [Saturn] otoczony przez cienki, płaski dysk, który nigdzie go nie dotyka i jest nachylony do ekliptyki.
30 stycznia 1675 Huygens w liście do sekretarza Towarzystwa Królewskiego
Henry’ego Oldenburga powiadamiał o swoim nowym wynalazku
{\displaystyle 413537312343242}
{\displaystyle abcefilmnorstux}
Wkrótce wyjaśnił, że cyfra nad literą wyjaśnia, ile razy pojawia się ona w tekście. Tekst po odszyfrowaniu brzmiał „Axis circuli mobilis affixus in centro volutae ferreae” (Oś ruchomego koła jest przymocowana do środka żelaznej spirali). Chodziło o balans ze spiralą, zastępujący w mniejszych zegarach wahadło i obciążniki.
Robert Hooke w 1676 ogłosił wpierw swoje prawo w postaci ceiiinosssttuv, co rozwiązał później jako Ut tensio, sic vis (Jakie wydłużenie, taka siła).
Izaak Newton w korespondencyjnym sporze z Leibnitzem o pierwszeństwo odkrycia rachunku różniczkowego i całkowego użył w 1677 szyfru
6accdae13eff7i3l9n4o4qrr4s8t12ux
Później wyjaśnił to w „Principiach”: Data aequatione quotcunque fluentes quantitates involvente, fluxiones invenire; et vice versa. („mając równanie zawierające dowolną liczbę fluent znaleźć fluksje i na odwrót)

## Przykładowe anagramy z łamów czasopism szaradziarskich
- „Dla ciebie blasków promienistą tęczę
Rozlałem hen! na zachodzie wilgotnym” –
– Rzekł Bóg do wieszcza – „Dla ciebie się męczę,
A tyś _ _ _ _ _ _ _ _?”

_ _ _ _ _ _ _ _ odrzekł, niezbyt zręcznie może:
– „Smutno mi, Boże...”.

- Gdy do krzyżówek
Potrzeba słówek
– jakąś miejscowość albo _ _ _ _ _ _ _ _ –
_ _ _ mam do tego,
Drogi kolego,
i _ _ _ / _ _ _ _ _ _ _ _ wiem zawsze wszystko.

- Tak...! pląsasz doskonale...
Lecz zrozum: _ _ _ _ / _ _ _ / _ _ _ _ _!
Tutaj się liczą gole –
Nie samby, rock and rolle,
Mazurki, habanery...
Strzel gola, do cholery!

W swą gwiazdę wierzysz święcie,
A jesteś _ _ _ _ _ _ _ _ _ _ _ _.

Powyższe przykłady to typowe zadania z czasopisma szaradziarskiego. W pierwszym rozwiązanie składa się z dwóch wyrazów: „markotny” i „romantyk”, w drugim obejmuje dwa ciągi wyrazów „nazwisko, łeb” oraz „bez słownika”, w trzecim zaś anagramem fragmentu „mecz nie balet” jest wyraz „beztalenciem”.